# شرکت مدیریت شبکه برق ایران
شرکت مدیریت شبکه برق ایران در راستای تجدید ساختار صنعت برق ایران در نیمه دوم سال ۱۳۸۳ آغاز بکار نمود. اساسنامه این شرکت توسط وزارت نیرو پیشنهاد و با موافقت سازمان مدیریت و برنامه ریزی کشور و تصویب هیئت وزیران، به تأیید شورای نگهبان رسید و از طرف هیئت دولت جهت اجرا به وزارت نیرو ابلاغ گردید.
مهدی مقیم‌زاده از دی ماه سال ۱۴۰۲ سرپرست شرکت مدیریت شبکه برق ایران می‌باشد.

## منبع
- شرکت مدیریت شبکه برق ایران
- معرفی و اساسنامه شرکت مدیریت شبکه برق ایران[پیوند مرده]

1. ↑  «سرپرست شرکت مدیریت شبکه برق ایران منصوب شد». ایرنا. ۳۰ دی ۱۴۰۲.